# Yara Cortes
Odete Cipriano Serpa, mais conhecida como Yara Cortes (Rio de Janeiro, 22 de setembro de 1921 — Rio de Janeiro, 17 de outubro de 2002), foi uma atriz brasileira.

## Biografia
Filha de um casal de imigrantes portugueses de classe média, Manuel Tomás Serpa e Alexandrina Cipriano, foi criada em um internato após a morte da mãe em 1931. Durante os anos de internato, Odete já manifestava vocação para o teatro quando, incentivada pelos professores, representava em festas e atividades extracurriculares, porém, antes de ingressar na carreira de atriz, serviu como enfermeira do Exército Brasileiro na base de Parnamirim  no Rio Grande do Norte durante a Segunda Guerra Mundial e trabalhou como aeromoça.
Iniciou sua carreira artística em 1938, quando foi aprovada num teste para trabalhar na Companhia de Teatro Dulcina e estreou no mesmo ano o espetáculo Mulheres, de Claire Boothe, que lhe rendeu um prêmio. Na companhia fez mais algumas peças de sucesso como As Solteironas dos Chapéus Verdes, de Germaine Acremant, e Figueira do Inferno, de Joracy Camargo. Em 1959, ingressa na companhia Teatro dos Sete, onde atua em peças de sucesso ao lado de nomes como Fernanda Montenegro, Sérgio Britto, Ítalo Rossi e Célia Biar. A peça de estreia foi O Mambembe, apresentada no Teatro Municipal do Rio de Janeiro. Outra montagem de sucesso que participou foi O Chifrudo, de Miguel M. Abrahão, com direção de Paulo Afonso Grisolli, em 1978 ao lado de Lícia Magna.
No cinema, fez sua estreia em 1939 no filme O Palhaço, o Que é?, de Carlos Manga. Pouco se dedicou à carreira cinematográfica fazendo, ao longo da carreira, além deste, mais quatro filmes: Viver de Morrer (1971), Jerônimo, o Herói do Sertão (1972), Obsessão (1973) e Rainha Diaba (1974).
Começou na televisão em 1951, participando do Grande Teatro Tupi, um programa especial de teleteatros. Mudou-se para os Estados Unidos em 1965 e quando voltou, em 1969, atuou na novela Acorrentados, da TV Record, escrita por Janete Clair e dirigida por Daniel Filho.
Estreou na TV Globo em 1971, onde fez brilhante carreira, sendo imortalizada por tipos inesquecíveis como Bubu em O Rebu (1974); Carolina em O Casarão (1976); Madame Clô em Marron Glacé (1979), Maroca Toledo em A Viagem (1994) e Olga Moretti Miranda em História de Amor (1995). Porém, sem dúvida, seu grande sucesso foi Dona Xepa na novela homônima.
Yara não teve filhos e passou anos morando em um pequeno apartamento em Copacabana, onde criava dezenas de passarinhos. Morreu em 17 de outubro de 2002, aos 81 anos, vítima de insuficiência respiratória. Foi sepultada no Cemitério São João Batista, no Rio de Janeiro. Seu túmulo foi revisitado, como forma de homenagem, pelo youtuber Welson Rocha, no seu canal "Meu Brasil de Histórias".

## Filmografia

### Televisão[4][7]
| Ano       | Título                 | Personagem                           | Notas                            | Emissora   |
| --------- | ---------------------- | ------------------------------------ | -------------------------------- | ---------- |
| 1951–52   | Grande Teatro Tupi     | Várias personagens                   |                                  | Rede Tupi  |
| 1969      | Os Acorrentados        | Mônica Lins                          |                                  | TV Rio     |
| 1971      | Minha Doce Namorada    | Alice Jordão (Madame Jordão)         |                                  | Rede Globo |
| 1973      | O Semideus             | Úrsula Garcia Maia (Sula)            |                                  | Rede Globo |
| 1973      | Caso Especial          | Tertuliana                           | Episódio: "Além do Horizonte"    | Rede Globo |
| 1974      | O Rebu                 | Maria Angélica de Lara Campos (Bubu) |                                  | Rede Globo |
| 1975      | O Grito                | Carmem Vianna                        |                                  | Rede Globo |
| 1976      | O Casarão              | Carolina Galvão de Sousa             |                                  | Rede Globo |
| 1977      | Dona Xepa              | Carlota Soares da Costa (Dona Xepa)  |                                  | Rede Globo |
| 1978      | Pecado Rasgado         | Alice Teixeira                       |                                  | Rede Globo |
| 1979      | Marron Glacê           | Clotilde Novaes Aragão (Madame Clô)  |                                  | Rede Globo |
| 1980–1984 | O Bem Amado            | Francisca Bandeira (Delegada Chica)  |                                  | Rede Globo |
| 1985      | Tenda dos Milagres     | Izabela Antunes (Zabela)             |                                  | Rede Globo |
| 1985      | Ti Ti Ti               | Júlia Spina                          |                                  | Rede Globo |
| 1986      | Roda de Fogo           | Joana Garcez                         |                                  | Rede Globo |
| 1987      | Mandala                | Conchita Silveira                    |                                  | Rede Globo |
| 1988      | O Pagador de Promessas | Dagmar da Cunha                      |                                  | Rede Globo |
| 1989      | Pacto de Sangue        | Afrosina da Gama                     |                                  | Rede Globo |
| 1989      | Top Model              | Norma Antunes                        |                                  | Rede Globo |
| 1990      | Mico Preto             | Cristina do Espírito Santo           |                                  | Rede Globo |
| 1991      | Felicidade             | Filomena Cabral                      |                                  | Rede Globo |
| 1993      | Você Decide            | Geralda Barros                       | Episódio: "A Cor do Amor"        | Rede Globo |
| 1994      | A Madona de Cedro      | Emerenciana Ribeiro                  |                                  | Rede Globo |
| 1994      | A Viagem               | Marocas Toledo (Dona Maroca)         |                                  | Rede Globo |
| 1995      | História de Amor       | Olga Moretti Miranda                 |                                  | Rede Globo |
| 1998      | Você Decide            | Benedita Amoedo                      | Episódio: "Ligeiramente Grávida" | Rede Globo |
| 1999      | Você Decide            | Jurema                               | Episódio: "Ninguém é Perfeito"   | Rede Globo |
| 1999      | Você Decide            | Gioconda                             | Episódio: "Juízo Final"          | Rede Globo |

### Cinema
| Ano  | Título                      | Personagem     |
| ---- | --------------------------- | -------------- |
| 1959 | O Palhaço, o Que É?         | —              |
| 1969 | O Rei da Pilantragem        | —              |
| 1972 | Viver de Morrer             | —              |
| 1972 | Jerônimo, o Herói do Sertão | Mãe            |
| 1973 | Obsessão                    | Santa          |
| 1974 | Rainha Diaba                | Madame Violeta |

### Teatro
- 1948 - Mulheres[4][5]
- 1949 - As Solteironas dos Chapéus Verdes
- 1950 - Loucuras de Madame Vidal
- 1953 - Diabinho de Saias
- 1954 - Figueira do Inferno
- 1959 - O Mambembe
- 1960 - A Profissão da Senhora Warren
- 1961 - Apague meu Spotlight
- 1962 - Três em Lua de Mel
- 1964 - Antes Tarde do que Nunca
- 1968 - Linhas Cruzadas
- 1978 - O Chifrudo[6]